# Cantone di Saint-Père-en-Retz
Il Cantone di Saint-Père-en-Retz era una divisione amministrativa dell'arrondissement di Saint-Nazaire.
È stato soppresso a seguito della riforma complessiva dei cantoni del 2014, che è entrata in vigore con le elezioni dipartimentali del 2015.
Comprendeva i comuni di:
- Chauvé
- Frossay
- Saint-Père-en-Retz
- Saint-Viaud